# Gelijke Onderwijskansen
Het GOK-decreet (Gelijke Onderwijskansen) werd in Vlaanderen in 2002 ingevoerd onder minister Vanderpoorten met de bedoeling om alle kinderen optimale leerkansen te bieden op gebied van leren en ontwikkeling. Tegelijk wilt dit decreet uitsluiting, sociale scheiding en discriminatie tegengaan waarbij er speciale aandacht uitgaat naar kansarme milieus. Het GOK-beleid bestaat uit drie pijlers namelijk: inschrijvingsrecht, rechtsbescherming en ondersteuning van scholen.
- De eerste pijler drukt het recht uit dat iedere leerling zich mag inschrijven naar de school van zijn keuze.
- De tweede pijler is rechtsbescherming en staat voor de garantie van het leerlingenrechten. Dit door middel van het oprichten van lokale overlegplatforms en de Commissie inzake Leerlingenrechten.
- De derde pijler gaat uit van de ondersteuning van scholen. Deze ondersteuning wordt besloten aan de hand van het aantal leerlingen die voldoen aan bepaalde socio-economische indicatoren. Op basis van deze groep leerlingen krijgt de school extra ondersteunende omkadering en werkingsmiddelen.[2]

## Centrale doelstellingen
Het GOK-decreet had enkele centrale doelstellingen om tot meer gelijke uitkomsten te komen in het onderwijs. De eerste centrale doelstelling beoogt om de kwaliteit van het onderwijs te versterken. Zodat laagpresterende leerlingen dichter aansluiten bij de middelmatig presterende leerlingen aansluiten. Ten tweede wou het GOK-decreet de onderwijssegregatie tegengaan. Dit zijn met name de verschillen in prestaties tussen de concentratiescholen (zwarte scholen), gemengde scholen en witte scholen.

## GOK II-decreet
Het GOK II-decreet is een jaar later goedgekeurd en lag de basis voor een breder zorgbeleid vast. Dit voor het basisonderwijs waarin er zorg is voor ieder kind, ongeacht de sociale herkomst, individuele socio-emotionele of leerproblemen waarmee die gekenmerkt wordt.

## M-decreet
Het GOK III-decreet om een inclusief onderwijs te realiseren is er niet gekomen, maar werd later in 2014 in het leven geroepen als het M-decreet. Omwille van de weerstand tegen het M-decreet, wordt deze terug geschroefd.